# كريس شامبيون
كريس شامبيون (بالإنجليزية: Christopher Ashford-Smith)‏ هو مصارع محترف أمريكي، ولد في 17 فبراير 1961 في تامبا في الولايات المتحدة، وتوفي في 22 أغسطس 2018 في ناشفيل في الولايات المتحدة بسبب أمراض دماغية وعائية.

## وصلات خارجية
- كريس شامبيون على موقع CageMatch worker (الإنجليزية)
- كريس شامبيون على موقع قاعدة بيانات المصارعة على الإنترنت (الإنجليزية)
- كريس شامبيون على موقع عالم المصارعة على الإنترنت (الإنجليزية)
- كريس شامبيون على موقع عالم المصارعة على الإنترنت (الإنجليزية)

- كريس شامبيون على موقع IMDb (الإنجليزية)
- كريس شامبيون على موقع قاعدة بيانات الفيلم (الإنجليزية)